# Кекоран (деревня)
Кекоран (Узгинка) — деревня в Якшур-Бодьинском районе Удмуртской Республики Российской Федерации. 

## География
Деревня находится в центральной части республики и района, в зоне хвойно-широколиственных лесов при железной дороге Ижевск — Балезино. Рядом протекает река Узгинка.

### Климат
Климат характеризуется как умеренно континентальный, с продолжительной холодной многоснежной зимой и относительно коротким тёплым летом. Среднегодовая многолетняя температура воздуха составляет 2,4 °С Средняя температура воздуха самого тёплого месяца (июля) — 18 °C (абсолютный максимум — 36,6 °C); самого холодного (января) — −15 °C (абсолютный минимум — −47,5 °C). Среднегодовое количество атмосферных осадков составляет 532 мм, из которых большая часть выпадает в тёплый период.

## История
Населённый пункт появился при строительстве железной дороги. В селении жили семьи тех, кто обслуживал железнодорожную инфраструктуру станции.
Входила в состав  Кекоранского сельского поселения, упраздненного Законом Удмуртской Республики от 11.05.2021 № 43-РЗ к 25 мая 2021 года.

## Население
| 2010 | 2012 |
| ---- | ---- |
| 20   | ↘18  |

## Инфраструктура
Основа экономики — обслуживание путевого хозяйства Горьковской железной дороги. Действует станция Кекоран.

## Транспорт
Доступен автомобильным и железнодорожным транспортом.